# Монтероло (Пезаро и Урбино)
Монтероло је насеље у Италији у округу Пезаро и Урбино, региону Марке.
Према процени из 2011. у насељу је живело 18 становника. Насеље се налази на надморској висини од 456 м.